# Jiang Fan
Jiang Fan (em chinês:  姜 帆; Binzhou, 18 de março de 1990) é uma ciclista olímpica chinesa. Fan representou o seu país durante os Jogos Olímpicos de Verão de 2012 na perseguição por equipes, em Londres.